# Чутове
Чу́тове — селище, центр Чутівської територіальної громади Полтавського району Полтавської області. Колишній районний центр. 6,4 тис. мешканців (2001 р.). Орган місцевого самоврядування — Чутівська селищна рада.

## Географічне розташування
Селище міського типу Чутове знаходиться на лівому березі річки Коломак, в місці впадання в неї річки Чутівка, вище за течією на відстані 1,5 км розташоване село Каленикове (Коломацька громада Харківської області), нижче за течією на відстані 3 км розташоване село Новофедорівка, вище за течією річки Чутівка на відстані 2,5 км розташоване село Таверівка. Через селище проходять автомобільні дороги М03 та Т 1722. У селищі Балка Лисича впадає у річку Чутівку.
Розташоване за 55 км від Полтави (автошлях E40, з яким збігається М03) та за 12 км від залізничної станції Скороходове.

## Історичні відомості
Вперше згадується в духовниці полтавського полковника В. В. Кочубея 1743 р.
З інших джерел відомо, що 1764 р. було селом, у якому налічується 82 двори, церква, кілька крамниць.
Згідно з Генеральним описом Лівобережної України 1765—1769 рр. село входило до складу Великобудищанської сотні Полтавського полку.
Після 1781 р. Чутове ввійшло до складу Чернігівського намісництва, 1796 р. — Малоросії, 1802 р. — до Полтавського повіту Полтавської губернії.
За даними на 1859 рік у власницькому селі мешкало 1877 осіб (899 чоловічої статі та 978 — жіночої), налічувалось 312 дворових господарства, існувала православна церква, відбувалось 3 ярмарки на рік та базари.
У 1863 р. в Чутовому було відкрито чоловіче училище (завдяки матеріальній допомозі Миколи Івановича Ріттера — керуючого маєтком Олени Павлівни Кочубей, вдови князя Василя Вікторовича Кочубея), М. І. Ріттер був обраний попечителем училища. У 1869 р. в Чутовому було відкрито також жіноче училище, його попечителькою стала Катерина Миколаївна Ріттер.
Станом на 1900 рік село було центром Чутівської волості.
На початку ХХ століття власником економій став поміщик Дурново.
До жовтневого перевороту 1917 року в Чутовому містився маєток родини Скоропадських (20 000 десятин), записаний на Марію, дочку Павла Скоропадського. Ймовірно, спадок перейшов їй від матері, Олександри Скоропадської (до шлюбу Дурново).
1902 року жителі Чутового взяли участь у селянському повстанні, яке було придушене силою зброї.
У травні 1920 р. в Чутовому виникло радянське господарство — розплідник племінних свиней.
1923 року створений Чутівський район.
З 13.10.1941 р. по 20.09.1943 р. Чутове знаходилося під німецько-фашистською окупацією. 13 квітня 1957 р. Чутове віднесено до категорії селищ міського типу.

## Населення

### Мова
Розподіл населення за рідною мовою за даними перепису 2001 року:
| Мова            | Кількість | Відсоток |
| --------------- | --------- | -------- |
| українська      | 6133      | 96.25 %  |
| російська       | 211       | 3.31 %   |
| вірменська      | 14        | 0.22 %   |
| білоруська      | 12        | 0.18 %   |
| румунська       | 1         | 0.02 %   |
| інші/не вказали | 1         | 0.02 %   |
| Усього          | 6372      | 100 %    |

## Економіка
В селищі знаходиться ТОВ «ГРАНД-МОЛПРОДУКТ». На підприємстві виробляються: масло вершкове, спред, сири, згущене молоко.
ТОВ «Молочна рів'єра».

## Освіта та культура

Чутівський районний будинок культури

У смт працює Чутівська ЗОШ І-ІІІ ступенів, Чутівське професійно-технічне училище № 55, дитячі садочки.
Культурним осередком Чутового і району є районний будинок культури. У селищі діє районний краєзнавчий музей.
Музей двох війн — Другої світової та нинішньої — фундується з 2017 р..
У Чутовому є кінно-спортивний комплекс «Тракен», на якому проводяться регулярні спортивні змагання з кінного спорту, та розводять коней породи Тракен.

## Персоналії
У Чутовому народилися:
- актриса Клара Лучко.
- Маслов Володимир Єлисейович — заслужений працівник освіти України, професор, відмінник освіти України, ректор, почесний громадянин Кременчука.
- Мараховський Олександр Григорович — молодший сержант Збройних сил України, учасник російсько-української війни.
- Ріттер Павло Григорович — літературознавець і мовознавець-санскритолог й індоєвропеїст та перекладач, один з перших українських індологів.
- Завгородній Олексій Іванович (науковець) — український науковець у сфері сільського господарства, доктор технічних наук.

## Пам'ятки
- Неподалік від селища розташований ландшафтний заказник місцевого значення Лизняна балка.
- Між селом Кочубеївка та селищем Чутовим розташована комплексна пам'ятка природи місцевого значення «Грушеві могили»[9].